# 스쿠버 장비

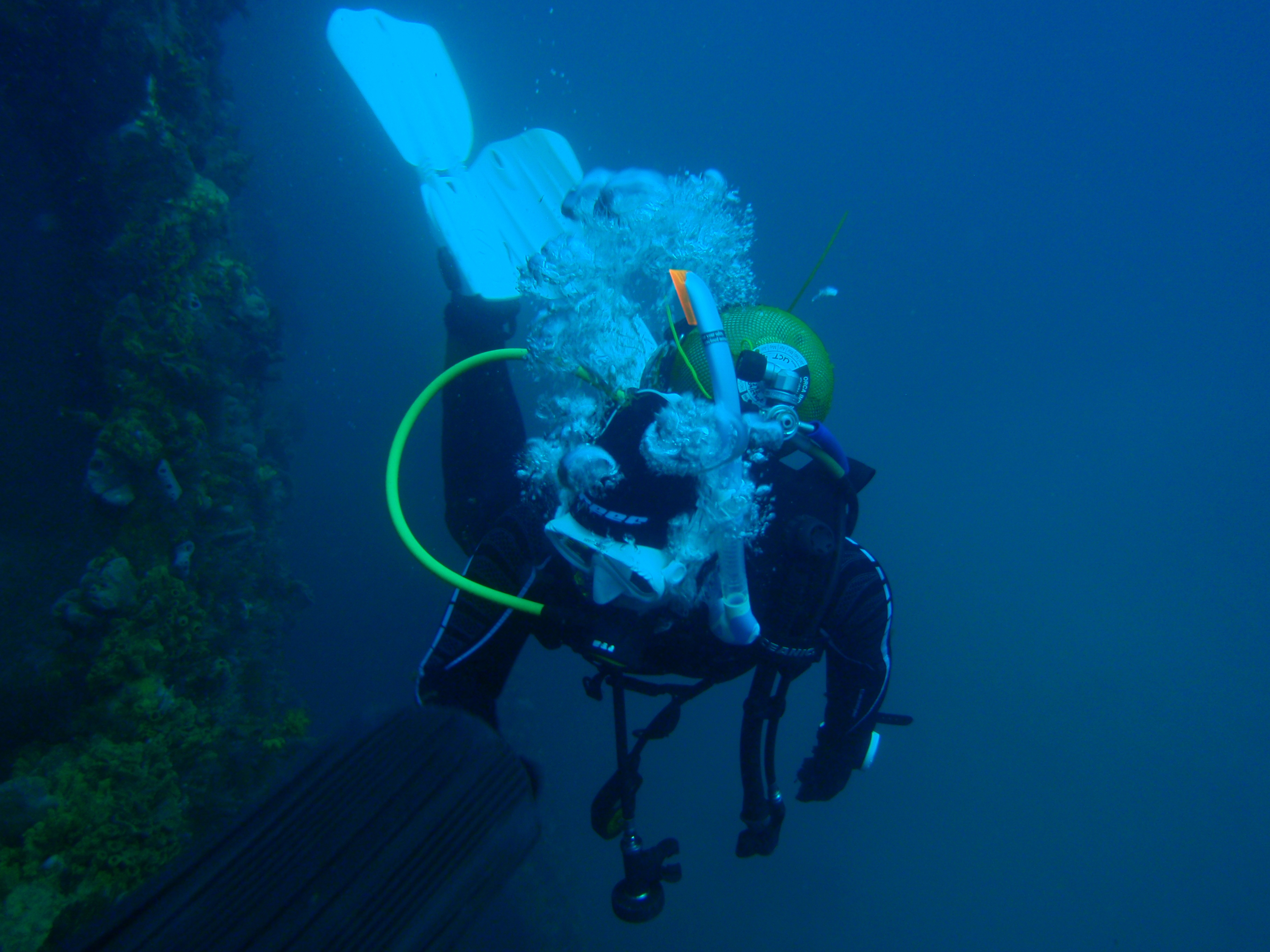
스쿠버 장비를 갖추고 다이빙을 한 모습.

스쿠버 장비(scuba set)는 자급식 수중호흡기(scuba) 등 도구를 몸에 갖추고 잠수할 때 쓰이는 장비를 말한다

## 용어
스쿠버(SCUBA)라는 용어는 1944년부터 1946년까지 미국 의무대에서 의사로 복무했던 Christian J. Lambertsen이 1952년 만든 것이다.
참고로, SCUBA는 Self-Contained Underwater Breathing Apparatus의 줄임말이다.
개방 회로 공급 스쿠버는 1943년 프랑스인 Émile Gagnan과 자크 이브 쿠스토가 발명하였다.

## 스쿠버 장비 종류
수경(마스크), 숨대롱(스노클), 호흡기(레큐레이터), 잔압계, 수심계, 공기탱크, 부력조절기, 슈트